# Биорковский сельский округ
Биорковский сельский округ — упразднённая административно-территориальная единица, существовавшая на территории Коломенского района Московской области в 1994—2006 годах.
Гололобовский сельсовет был образован в первые годы советской власти. По данным 1922 года он входил в состав Протопоповской волости Коломенского уезда Московской губернии.
В 1926 году Гололобовский с/с включал село Гололобово, деревни Городок, Дубенки, Новоселки, Романовка и Шейно, а также мельницу и 2 кирпичных завода.
В 1929 году Гололобовский с/с был отнесён к Коломенскому району Коломенского округа Московской области.
14 июня 1954 года к Гололобовскому с/с был присоединён Петровский с/с.
22 июня 1954 года из Туменского с/с в Гололобовский было передано селение Малое Уварово.
28 октября 1954 года в Гололобовском с/с был образован посёлок Заречный.
31 июля 1959 года к Гололобовскому с/с был присоединён Туменский с/с.
20 августа 1960 года к Гололобовскому с/с были присоединены селения Бардино, Боково-Акулово, Лёдово, Найдено, Сафонтьево и Чиликино упразднённого Боково-Акуловского с/с.
1 февраля 1963 года Колменский район был упразднён и Гололобовский с/с вошёл в Коломенский сельский район. 11 января 1965 года Гололобовский с/с был возвращён в восстановленный Коломенский район.
5 апреля 1967 года Гололобовском с/с был образован посёлок Запрудный.
7 августа 1970 года из Гололобовского с/с в Бояркинский с/с Озёрского района были переданы селения Бардино, Боково-Акулово, Лёдово, Найдено, Сафонтьево и Чиликино.
30 мая 1978 года в Гололобовский с/с было упразднено селение Доманово.
3 февраля 1994 года Гололобовский с/с был преобразован в Гололобовский сельский округ.
28 октября 1998 года в Гололобовском с/о посёлок почтового отделения Дворики был переименован в деревню Городки.
7 октября 2002 года Гололобовский с/о был переименован в Биорковский сельский округ.
23 сентября 2003 года к Биорковскому с/о был присоединён Карасёвский сельский округ. Одновременно из Биорковского с/о в Акатьевский были переданы деревни Барановка, Змеево, Сычёво и Щепотьево. Из Федосьинского с/о в Биорковский была передана деревня Солосцово.
В ходе муниципальной реформы 2004—2005 годов Биорковский сельский округ прекратил своё существование как муниципальная единица. При этом все его населённые пункты были переданы в сельское поселение Биорковское.
29 ноября 2006 года Биорковский сельский округ исключён из учётных данных административно-территориальных и территориальных единиц Московской области.